# Lucasbrug
De Lucasbrug is een vaste brug in de Nederlandse stad Utrecht.
Ze is gelegen aan de oostzijde van het stadscentrum ter hoogte van het Lucasbolwerk. De brug vormt met name een directe verbinding tussen de Nobelstraat en de Nachtegaalstraat. De waterweg die ze daarin overspant is de Stadsbuitengracht. Deze voormalige verdedigingsgracht rond de stad was vanuit de middeleeuwen tot in de 19e eeuw zeer beperkt over land over te steken via een klein aantal stadspoorten. Vanaf 1830 werden de verdedigingswerken grotendeels afgebroken en het Zocherpark aangelegd. Tevens ontstonden gaandeweg nieuwe verbindingen over de gracht naar de ontspruitende buitenwijken in de sterk uitdijende stad. De Lucasbrug is in die ontwikkelingen als een van de eerste nieuwe bruggen gebouwd. Ze werd in 1859 geopend.
De oudste versie van de Lucasbrug was in hout uitgevoerd (knuppelbrug). Uiterlijk in 1880 is de brug vernieuwd naar een bredere uitvoering in steen. Over de Lucasbrug reden tot in de jaren 1930 elektrische trams. Omstreeks 1940 verrees de stadsschouwburg naast de brug. In 1956-1957 is de brug gesloopt en is een nieuwe Lucasbrug op deze locatie gebouwd in nog verder verbrede vorm. Ze kreeg daarbij meer een aansluiting op de schouwburg.
Vandaag de dag wordt de brug over land intensief gebruikt door allerhande verkeersdeelnemers. Vooral ook rijdt er veel busverkeer over in het kader van de Binnenstadsas.